# Taddea Visconti
Taddea Visconti (1351, Milán – 28. září 1381, Mnichov) byla bavorská vévodkyně z rodu Viscontiů. V Bavorské státní knihovně je dochována její modlitební kniha s erby Viscontiů a Wittelsbachů vytepanými do stříbra.

## Život
Narodila se jako jedna z mnoha dcer milánského pána Bernaba Viscontiho a jeho manželky Beatrice, dcery veronského vládce Mastina della Scaly. 13. října 1364 byla provdána za bavorského vévodu Štěpána III. s pěkným věnem sta tisíc zlatých dukátů. Zemřela v září 1381 a pravděpodobně byla pohřbena ve Frauenkirche v Mnichově. Její hrob dosud nebyl nalezen.